# کونترادا
کونترادا (به ایتالیایی: Contrada) یک کومونه در ایتالیا است که در استان آولینو واقع شده‌است. کونترادا ۱۰٫۳۱ کیلومتر مربع مساحت و ۲٬۹۸۶ نفر جمعیت دارد و ۴۲۰ متر بالاتر از سطح دریا واقع شده‌است.